# Референдум про суверенітет Татарстану (1992)
Референдум про суверенітет Татарстану — референдум 21 березня 1992 року з питання суверенітету республіки Татарстан, що входила до складу Російської Федерації як суб'єкт федерації. Результатом референдуму стало проголошення суверенітету республіки Татарстан.

## Історія
6 серпня 1990 року глава Верховної Ради Російської РФСР Борис Єльцин зробив в Уфі заяву:
Ми говоримо Верховній Раді, уряду Башкирії: ви візьміть ту частку влади, яку самі можете проковтнути.
У ЗМІ вона стала відома як «беріть стільки суверенітету, скільки зможете проковтнути».
30 серпня 1990 року Верховна Рада Татарської АРСР ухвалила Декларацію про державний суверенітет Татарської РСР. У декларації, на відміну від деяких союзних і майже всіх інших автономних російських (крім Чечено-Інгушетії) республік, не було безпосередньо вказано знаходження республіки ні в складі РРФСР, ні СРСР і було оголошено, що Конституція і закони Татарської РСР мають верховенством на всій території Татарській РСР.
26 грудня 1991 року у зв'язку з Біловезькою угодою про припинення існування СРСР і про утворення СНД була ухвалена Декларація про входження Татарстану в СНД на правах засновника.
7 лютого 1992 року Татарська РСР — Республіка Татарстан перейменована на Республіку Татарстан, що не узгоджувалося з Конституцією РРФСР до 16 травня 1992 року. 21 березня 1992 року відбувся референдум про статус Республіки Татарстан. На питання: «Чи згодні Ви, що Республіка Татарстан — суверенна держава, суб'єкт міжнародного права, яке будує свої відносини з Російською Федерацією та іншими республіками, державами на основі рівноправних договорів?» Відповіло схвально 61,4 % тих, хто проголосував.
Однак до цього Постановою Конституційного суду РРФСР від 13 березня 1992 року № 3-П були визнані не відповідними Конституції РРФСР 1978 року ряд положень Декларації про державний суверенітет Татарської РСР від 30 серпня 1990 року, що обмежують дію законів Російської Федерації на території Республіки Татарстан, а також постанову Верховної Ради Республіки Татарстан від 21 лютого 1992 року «про проведення референдуму Республіки Татарстан з питання про державний статус Республіки Татарстан» у частині формулювання питання, яке передбачає, що Республіка Татарстан є суб'єктом міжнародного права і будує свої відносини з Російською Федерацією та іншими республіками, державами на основі рівноправних договорів.
22 травня була прийнята Постанова Верховної Ради про статус Татарстану як суверенної держави.
30 листопада 1992 року запроваджується нова Конституція Республіки Татарстан, що оголошує його суверенною державою.
19 квітня 2001 року Конституційний суд Російської Федерації визнав положення про суверенітет Татарстану таким, що не відповідав Конституції Російської Федерації. 19 квітня 2002 року Держрада Татарстану прийняла нову редакцію Конституції республіки, чим увідповіднила її з Конституцією РФ.